# Электронное облако
Электро́нное о́блако — наглядная модель, иллюстрирующая распределение плотности вероятности нахождения электрона по координатам, обычно в атоме или молекуле. Конфигурация облака может быть разной в зависимости от энергии и квантового состояния электрона. 
Понятие введено по аналогии с облаком в атмосфере.

## Простейший пример электронного облака

Радиальное распределение вероятности нахождения электрона в атоме водорода в основном состоянии (1s)

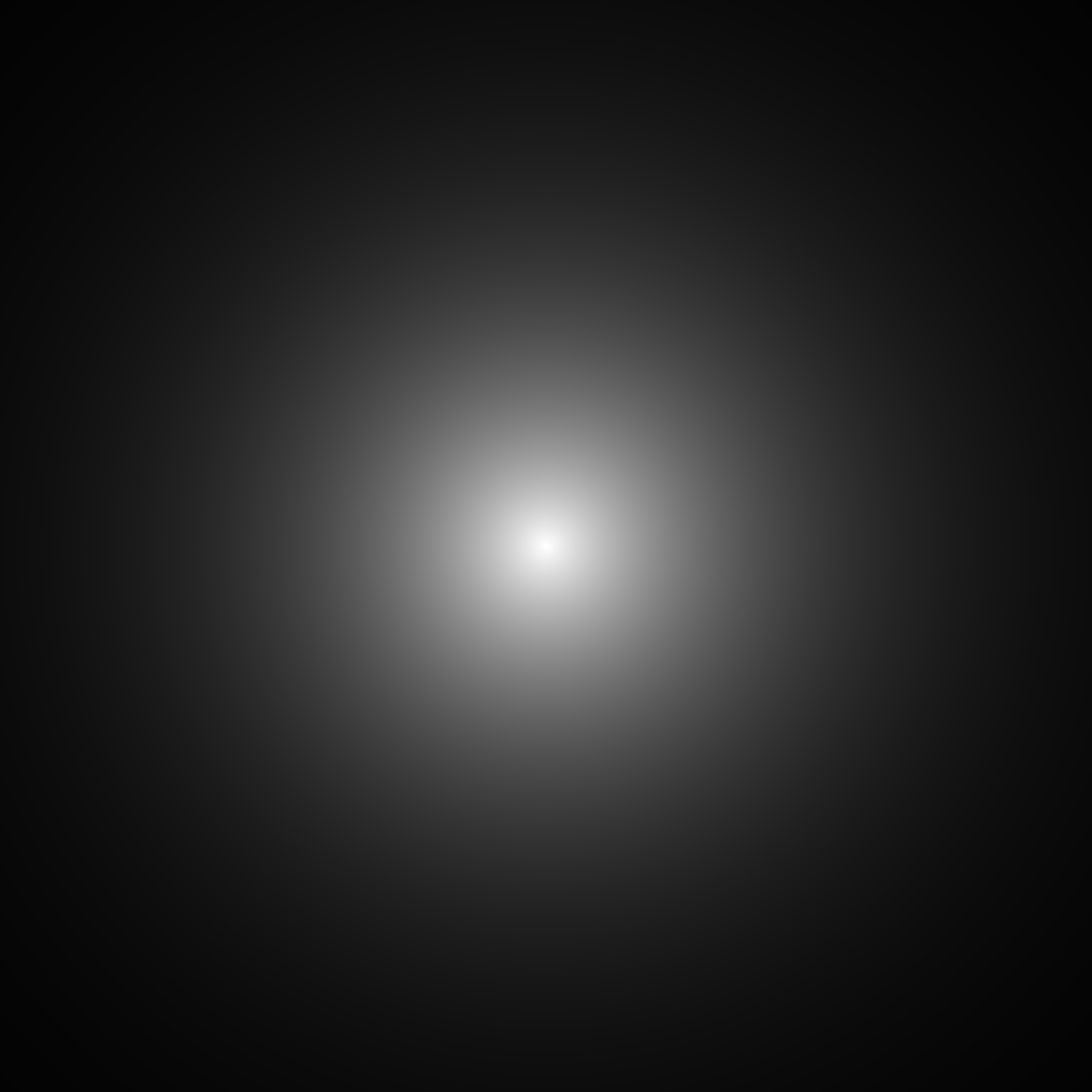
Электронное облако для состояния 1s: чем ярче, тем больше величина в соответствующем месте

Согласно теории Бора, электрон в атоме водорода в основном состоянии движется вокруг ядра по круговой орбите с радиусом {\displaystyle a_{0}} = 0,529 Å и с постоянной скоростью {\displaystyle v_{0}} = 2,182 × 108 см/с. 
Квантово-механическая картина сходна с этой, но менее определена. Волновая функция {\displaystyle \psi }, описывающая движение электрона в этом атоме, имеет бо́льшую величину в непосредственной близости от ядра; на расстоянии 1—2 Å она быстро падает до нуля. Квадрат волновой функции представляет собой функцию распределения вероятности положения электрона, так что {\displaystyle |\psi |^{2}dV} означает вероятность того, что электрон находится в объёме {\displaystyle dV}, а {\displaystyle 4\pi r^{2}|\psi |^{2}dr} — вероятность того, что он будет находиться на расстоянии от {\displaystyle r} до {\displaystyle r+dr} от ядра.
На рисунке изображено радиальное распределение вероятности нахождения электрона в атоме водорода в основном состоянии.
Кривая радиального распределения вероятности нахождения электрона в атоме водорода показывает, что наиболее вероятное расстояние между электроном и протоном равно боровскому радиусу {\displaystyle a_{0}}.
Полинг указывал, что атом водорода в основном состоянии можно описать, сказав, что электрон двигается около ядра с переменной скоростью {\displaystyle v_{0}}, оставаясь обычно на расстоянии около 0,5 Å. «Если рассматривать достаточно большой период времени, за который может быть завершено много циклов движения электрона, то можно описать атом как ядро, окружённое сферически симметричным шаром отрицательного электричества».
Чем прочнее связь электрона с ядром, тем электронное облако меньше по размерам и плотнее по распределению заряда.

## Способы изображения электронного облака
Электронное облако наиболее часто представляется в виде граничной поверхности c равной плотностью вероятности во всех её точках ({\displaystyle |\psi |^{2}={\rm {const}}}) и такой, чтобы объём внутри поверхности охватил примерно 90 % вероятности (константа подбирается так, чтобы оказалось {\displaystyle \int _{V}|\psi |^{2}dV\sim 0{,}9}). Указанная поверхность может иметь сложную конфигурацию и нередко разрывается на несколько. 
Облако может изображаться в виде трёхмерных (3D) или — при наличии аксиальной симметрии — двумерных (2D) картинок. Картинки позволяют, в первую очередь, увидеть  форму облака. Иногда с использованием градаций серого или густоты точек показывается и распределение плотности в облаке.
|  | {\displaystyle \|\psi \|^{2}} |

На рисунках выше разными способами представлено электронное облако для 2p0-состояния электрона в атоме с квантовыми числами {\displaystyle n=2}, {\displaystyle l=1}, {\displaystyle m=0}. Ненулевое значение {\displaystyle |\psi |^{2}} существует во всём пространстве (кроме плоскости {\displaystyle xy}), а конкретная форма облака возникает из-за условия на интеграл плотности вероятности. 
В рамках этих примеров понятие «электронное облако» по сути синонимично «изображению атомной орбитали». Однако это понятие может относиться и к иным системам, нежели электрон в атоме. В свою очередь, атомная орбиталь может быть представлена не только в виде облака, но и в других вариантах (в виде графика волновой функции, таблицы значений {\displaystyle \psi }, в том числе с учётом фазы, и пр.).

## Электронное облако и химическая связь

Рис. 2. Модель одинарной ковалентной связи

Полагая движение электронов независимым от намного более медленных ядерных движений (адиабатическое приближение), можно вполне строго описать образование химической связи как результат действия кулоновских сил притяжения положительно заряженных атомных ядер к электронному облаку, сконцентрированному в межъядерном пространстве (см. рис. 2).
Заряд этого облака стремится приблизить ядра друг к другу (связывающая область), тогда как электронный заряд вне межъядерного пространства (несвязывающая область) стремится ядра раздвинуть. В этом же направлении действуют и силы ядерного отталкивания. При сближении атомов на равновесное расстояние часть электронной плотности из несвязывающей области переходит в связывающую. Электронный заряд распределяется в обеих областях так, чтобы силы, стремящиеся сблизить и оттолкнуть ядра, были одинаковыми. Это достигается при некотором равновесном расстоянии, соответствующем длине связи.